# Трети гвардейски пехотен полк
Трети гвардейски пехотен полк“ (известен още като трети пехотен народоосвободителен гвардейски полк) е полк, създаден за участие във Втората световна война.

## История
Създаден е на 15 септември 1944 г. в Дупница със служебно писмо № IV-М-1545/1944 г. на Щаба на войската. Състои се от партизани от Дупнишкия партизански отряд и доброволци. Участва в първата фаза от българското участие във Втората световна война. Командир е партизанина Васил Демиревски (Жельо), който загива на фронта. Полкът води боеве при връх Ястребец.. Част е от първа гвардейска пехотна дивизия.